# Willie Huber
William Heinrich „Willie“ Huber (* 15. Januar 1958 in Straßkirchen, Deutschland; † 28. Juni 2010 in Hamilton, Ontario) war ein kanadischer Eishockeyverteidiger deutscher Herkunft, der in der National Hockey League für die Detroit Red Wings, New York Rangers, Vancouver Canucks und Philadelphia Flyers aktiv war.

## Karriere
In Deutschland geboren, wanderten seine Eltern nach Kanada aus, als er zehn Monate alt war. Er begann seine Karriere 1975 bei den Hamilton Fincups aus der kanadischen Juniorenliga OMJHL und gewann gleich in seiner ersten Saison mit den Fincups den J. Ross Robertson Cup, als Gewinner der OMJHL-Playoffs, sowie den Memorial Cup. Nachdem er in seiner ersten Spielzeit nicht besonders auffiel, entwickelte er sich in der Saison 1976/77 deutlich weiter und zeigte mit 34 Punkten in 36 Spielen besonders seine Fähigkeiten als offensiver Verteidiger. In derselben Spielzeit nahm er zudem mit der kanadischen Nachwuchsnationalmannschaft an der Junioren-Weltmeisterschaft teil und gewann die Silbermedaille.
In seinem dritten Jahr bei den Junioren konnte Huber weiter Werbung in eigener Sache machen. Zum einen bewies er mit zwölf Toren und 45 Assists weiterhin seine Qualitäten in der Offensive, zum anderen kassierten die Fincups in der Saison die wenigsten Gegentreffer der gesamten Liga und zogen erneut ins Finale der Playoffs ein, wo sie jedoch den Peterborough Petes unterlagen. Hinzu kam die Bronzemedaille bei der Junioren-Weltmeisterschaft 1978.
Aufgrund seiner guten Leistungen wurde Huber schließlich im NHL Amateur Draft 1978 von den Detroit Red Wings in der ersten Runde an Position neun ausgewählt. Bereits im Oktober desselben Jahres gab er sein Debüt in der NHL und gehörte, mit Ausnahme von zehn Spielen in der unterklassigen CHL beim Farmteam der Red Wings, die gesamte Saison zum Kader von Detroit.
Huber, der mit seiner Körpergröße von 1,96 Meter lange Zeit der größte Spieler der NHL war, etablierte sich schnell in Detroit und bildete zusammen mit Reed Larson die damals stärkste Verteidigungsreihe der Red Wings, die vor allem im Überzahlspiel Akzente setzen konnte. Von 1979 bis 1983 erreichte er in vier aufeinanderfolgenden Spielzeiten für die strauchelnden Red Wings die 40-Punkte-Marke und erzielte je Saison mindestens 14 Tore, weshalb er in der Saison 1982/83 zum NHL All-Star Game eingeladen wurde. Zudem war er 1981 in den Kader der kanadischen Nationalmannschaft für die Weltmeisterschaft berufen worden.
Streitigkeiten um den Vertrag von Willie Huber führten im Sommer 1983 schließlich dazu, dass ihn die Red Wings zu den New York Rangers transferierten. In New York konnte er zwar an seine guten Leistungen anknüpfen, jedoch fehlte er in den ersten beiden Spielzeiten wegen Knieverletzungen jeweils für mehr als 30 Spiele. Als er die Saison 1985/86 weitestgehend verletzungsfrei durchspielen konnte, geriet er jedoch in eine Schwächephase und lag mit nur 15 Punkten aus 70 Spielen deutlich hinter den Werten aus seiner Zeit in Detroit. Im Jahr darauf konnte er aber seine Krise überwinden und fand zurück zur alten Form.
Kurz nach Beginn der Saison 1987/88 wurde er zu den Vancouver Canucks transferiert, wo er jedoch nur wenige Monate blieb, da er in einem weiteren Transfergeschäft zu den Philadelphia Flyers geschickt wurde. Für New York und Vancouver hatte er in der Spielzeit bereits 46 Spiele mit für seine Verhältnisse mäßigen fünf Toren und 13 Assists absolviert, in Philadelphia lief er aber nochmal zur Höchstform auf und sammelte 13 Scorerpunkte in zehn Spielen.
Da ihm die Philadelphia Flyers im Sommer 1988 einen Vertrag anboten, der um mehr als ein Drittel unter seinen bisherigen Bezügen lag, weigerte sich Huber, den Vertrag zu unterzeichnen und streikte während der Saison 1988/89, ehe er 1989 seine Karriere beendete.
Am 28. Juni 2010 starb Willie Huber im Alter von 52 Jahren infolge eines Herzinfarkts.

## Erfolge und Auszeichnungen
- 1976 J.-Ross-Robertson-Cup-Sieger mit den Hamilton Fincups
- 1976 Memorial-Cup-Sieger mit den Hamilton Fincups
- 1977 OMJHL All-Star Game
- 1977 Silbermedaille bei der Junioren-Weltmeisterschaft
- 1978 OMJHL Second All-Star Team
- 1978 Bronzemedaille bei der Junioren-Weltmeisterschaft
- 1983 NHL All-Star Game